# Liste der Geotope im Landkreis Gotha
Im Landkreis Gotha gab es im Juni 2024 insgesamt 29 erfasste Geotope.

## Geotope

### Gesteine
| ID       | Bild | Bezeichnung                                                      | Art | Stratigraphie | Beschreibung | Gemeinde                    | Lage |
| -------- | ---- | ---------------------------------------------------------------- | --- | ------------- | --- | --------------------------- | ---- |
| GTH_1832 |      | Schottersteinbruch Leuchtenburg bei Cabarz (Leuchtenburggestein) | Trachyandesit, Trachyt, rote Sand-, Schluff- und Tonsteine                                                                              | Perm          | Dieser Steinbruch am Tabarzer Mühlgrund ist seit 1968 als geologisches Naturdenkmal geschützt. Hier werden Trachyte des Rotliegend, das sog. „Lechtenburg-Gestein“ der „Unteren Oberhof-Formation“ abgebaut. Sie befinden sich lithostratigraphisch zwischen den Tuffhorizonten Nr. 4 und 5. In diesen Vulkaniten liegen isolierte Sedimentschollen aus roten Ton-, Silt- u. Sandsteinen, die sich durch Fossilfunde von „Spiloblattina sperberbachensis“ durch SCHNEIDER & WERNEBURG (1993) in die „Untere Goldlauer-Formation“ zuordnen lassen. Sie zeigen teilweise Kontakterscheinungen im Bereich der Vulkanite. Innerhalb der Sedimentschollen wurden im Laufe der Jahre eine Vielzahl von z. T. außergewöhnlichen Fossilfunden gemacht. Bekannt ist der Ort z. B. für exzellente Funde von Branchiosaurieren, Fischen, Insekten und Tetrapodenfährten. Der Standort gilt als wichtigster Aufschlusspunkt dieses für die Region typischen Gesteins im Thüringer Wald. | Bad Tabarz                  | Lage |
| GTH_733  |      | Latitsteinbruch im Erfurter Grund                                | Latit (Glimmerporphyrit) | Karbon        | Der „Latitsteinbruch im Erfurter Grund“ ist ein kesselartiger, teilverfüllter Steinbruch mit vorgelagerten Abraumschüttungen und Abfallablagerungen. Zu erreichen ist dieser über die Landstraße L 1028 aus Georgenthal in Richtung Tambach-Dietharz. In dem Steinbruch wurde Latit (veraltet Glimmerporphyrit) der oberkarbonischen Georgenthal-Formation abgebaut, welche im oberen Bereich durch konglomeratische Sedimente der Tambach-Formation überlagert wird. Latit ist ein vulkanisches Gestein, das hauptsächlich aus Plagioklas, Sanidin und Pyroxen besteht. Der besondere Wert des Geotops liegt in der aufgeschlossenen Grenze zwischen Georgenthal- und Tambach-Formation. | Georgenthal                 | Lage |
| GTH_1109 |      | Kleiner Seeberg                                                  | Wechsellagerung von Mergelsteinen, Sulfat (Anhydrit, vorwiegend als Faser- und Porphyrgips, weiß, grau ausgebildet und Dolomiten, grau) | Trias         | Der Seeberg ist ein Teil der Eichenberg-Gotha-Saalfelder Störungszone, die das Thüringer Becken in Nordwest-Südöstlicher Richtung durchquert. Südwestlich von Gotha befindet sich der ehemalige Steinbruch am „Kleinen Seeberg“, in dem Gipssteine und z. T. Dolomitsteine des Mittleren Muschelkalks aufgeschlossen sind. Diese wurden teilweise im Tiefbau gewonnen. Das Betreten der untertägigen Hohlräume ist jedoch sehr gefährlich und daher verboten. Der südexponierte, felsige Steilhang mit einem artenreichen Trockenrasen ist auch aus botanischen Gründen geschützt. | Gotha                       | Lage |
| SM_1619  |      | Tuffsteinbruch am Nesselberg                                     | |               | | Tambach-Dietharz/Thür. Wald | Lage |

### Fossilien
| ID       | Bild           | Bezeichnung                                       | Art                                                       | Stratigraphie | Beschreibung | Gemeinde      | Lage |
| -------- | -------------- | ------------------------------------------------- | --------------------------------------------------------- | ------------- | --- | ------------- | ---- |
| GTH_754  |                | Plattenbruch am Hübel                             | Sand- und Schluffsteine                                   | Perm          | Am Nordhang des Hübels am westlichen Ortsausgang von Tabarz befinden sich insgesamt drei Steinbrüche. Als „Plattenbruch am Hübel“ wird der südöstlich gelegene Bruch bezeichnet. Dieser schließt steil gestellte Sand- und Siltsteine der unterrotliegenden Goldlauter-Formation auf. Der nordwestlich gelegene Bruch wird als „Fossilfundpunkt am Hübel“ bezeichnet und ist großflächig teilverfüllt und verwachsen. Er gilt als bedeutender Fundort für Fährtenplatten von Ursauriern, auch Kriech-, Schlepp- und Rieselspuren sind zu finden. Bei dem dritten Steinbruch handelt es sich um den sog. „Felsenkeller“ an der Nonnenwiese. | Bad Tabarz    | Lage |
| GTH_1820 |                | Kammerbrüche am Seeberg                           | Sand-/ Tonstein bzw. Mergel-WL                            |               | | Drei Gleichen | Lage |
| GTH_746  | weitere Bilder | Sandsteinbrüche am Bromacker                      | rote Sand-, Schluffsteine und konglomeratische Sandsteine | Perm          | Unter dem Geotop „Steinbruch am Bromacker“ wird ein Komplex aus Steinbrüchen nördlich von Tambach-Dietharz zusammengefasst. Es handelt sich um einen betriebenen Steinbruch, einen auflässigen Altsteinbruch und um die Grabungsfelder des Naturkundemuseums Gotha. Beide Steinbrüche stellen Standardaufschlüsse des Tambacher Sandsteins der oberrotliegenden Tambach-Formation dar. Das 8 m mächtige Profil umfasst die Unteren und Oberen Tambacher Schichten, die im Liegenden mit massig ausgebildeten äolisch-fluviatilen Sandsteinbänken beginnen und in denen cm-mächtige Schluffstein-Horizonte eingeschaltet sind. Darüber folgen 4 m mächtige Schluffstein-Horizonte, die im Hangenden durch konglomeratische Sandsteinbänke begrenzt werden. Die Sandsteine im Liegenden des Profils sind die bedeutendsten Fundstellen für Tetrapodenfährten im Thüringer Rotliegenden. Es sind die Typuslokalitäten für z. B. Ichniotherium cottae POHLIG, Varanopus microdactylus PABST u. v. m. Im oberen Abschnitt des Profils, innerhalb der Schluffsteinhorizonte liegt die bedeutendste Lagerstätte für Landwirbeltierreste des Untern Perms außerhalb Nordamerikas. Neben Knochenresten enthalten sie Spurenfossilien, Pflanzenreste sowie Arthropodenfauna. Der Gothaer Paläontologe Thomas Martens fand hier 1974 die ersten wertvollen Fossilien. Seitdem finden unter der Leitung des Gothaer Museums für Natur regelmäßig Grabungen in enger Kooperation mit US-Wissenschaftlern statt. Neben zahlreichen Saurierfährten und Invertebratenspuren gehört das „Tambacher Liebespaar“ zu den berühmtesten Ursaurierfunden. Dabei handelt es sich um zwei eng beieinanderliegende Ursaurier der Gattung Seymouria. | Georgenthal   | Lage |
| GTH_1837 |                | Sandsteinbrüche am Bromacker bei Tambach-Dietharz |                                                           |               | Das im Steinbruch Bromacker 8 m mächtige Profil umfasst die Unteren und Oberen Tambacher Schichten, die im Liegenden mit massig ausgebildeten äolisch-fluviatilen Sandsteinbänken beginnen und in denen cm-mächtige Schluffstein-Horizonte eingeschaltet sind. Darüber folgen 4 m mächtige Schluffstein-Horizonte, die im Hangenden durch konglomeratische Sandsteinbänke begrenzt werden. Die Sandsteine im Liegenden des Profils sind die bedeutendsten Fundstellen für Tetrapodenfährten im Thüringer Rotliegenden. Es sind die Typuslokalitäten für z. B. Ichniotherium cottae POHLIG, Varanopus microdactylus PABST u.v.m. Im oberen Abschnitt des Profils, innerhalb der Schluffsteinhorizonte liegt die bedeutendste Lagerstätte für Landwirbeltierreste des Untern Perms außerhalb Nordamerikas. Neben Knochenresten enthalten sie Spurenfossilien, Pflanzenreste sowie Arthropodenfauna. | Georgenthal   | Lage |

### Lagerungsverhältnisse/Tektonik
| ID      | Bild | Bezeichnung                               | Art                               | Stratigraphie | Beschreibung | Gemeinde      | Lage |
| ------- | ---- | ----------------------------------------- | --------------------------------- | ------------- | --- | ------------- | ---- |
| GTH_762 |      | Steil ansteigender Felsen an der Autobahn | Mergel, Dolomite und Kalke        | Trias         | Dieser 7 m hohe Felsenanschnitt an der A4 bei Wandersleben wurde durch den Bau der Autobahn freigelegt. Er erfasst einen Teil der regionalgeologisch bedeutenden Eichenberg – Gotha – Saalfelder Störungszone. Die hier durch tektonische Kräfte steil gestellten Kalk-, Kalkmergel- und Mergelsteine vom Mittleren Muschelkalk bis zum Mittleren Keuper sind typisch und landschaftsbildend für das Thüringer Becken. Zur näheren Betrachtung führt parallel zur Autobahn von Mühlberg aus ein Feldweg, der direkt zum Aufschluss führt. | Drei Gleichen | Lage |
| GTH_747 |      | Steinbruch Gratz im Wolfsgrund bei Gotha  | fossilreicher, bankiger Kalkstein | Trias         | Der „Steinbruch Gratz“ ist ein kleindimensionierter Altbruch im Wolfsgrund nordwestlich von Gotha. Hier ist der fossilführende, bankige bis dünnplattige Trochitenkalk als Basisglied des Oberen Muschelkalks aufgeschlossen. Bei den Trochiten handelt es sich um die kreisförmigen versteinerten Stielglieder der Seelilien. Im Südwestteil des Steinbruches ist eine antiklinale Falte zu sehen, die ein Teil der Eichenberg-Gotha-Saalfelder Störungszone darstellt.                                                                  | Gotha         | Lage |

### Sedimentstrukturen
| ID      | Bild | Bezeichnung             | Art | Stratigraphie | Beschreibung | Gemeinde      | Lage |
| ------- | ---- | ----------------------- | --- | ------------- | --- | ------------- | ---- |
| GTH_751 |      | Kammerbruch Seebergen   | feinkörnige, gelbe Sandsteine mit grauen Tonsteineinschaltungen                                                                                       | Trias         | Am Westhang des Großen Seeberges bei Seebergen befindet sich der Steinbruch „Kammerbruch Seebergen“. Dieser ist ein Teil des seit 800 Jahren betriebenen Sandsteinabbaus am Großen Seeberg. Hier sind beispielhaft die gelben Sandsteine des Rhät (Oberer Keuper) mit graublauer Ton- und Mergelsteinüberdeckungen des Lias (Unterer Jura) aufgeschlossen. Der „Kammerbruch“ gilt als bedeutendster Aufschluss des thüringischen Rhäts im Gebiet Creuzburg-Eisenach-Gotha-Wandersleben und liefert ein Standardprofil für diesen stratigraphischen Abschnitt. Im Mittelalter lieferte dieser u. a. den Baustein für die Wartburg und den Erfurter Dom und hat daher kulturhistorischen Stellenwert. Der Seeberger Sandstein ist wegen seiner guten bauphysikalischen und chemischen Eigenschaften neben Massivbaustein als Dekor-, Schleif- und Mahlstein, sowie für Scheuersand verwendet wurden. Neben den Fossilfunden im „Kammerbruch“ gibt es im Seeberggebiet ur- und frühgeschichtliche Siedlungen, sowie botanische Besonderheiten. Der Große und Kleine Seeberg stehen aufgrund der reichhaltigen Flora und Fauna seit 1999 auch unter Naturschutz. | Drei Gleichen | Lage |
| GTH_734 |      | Plattenbruch am Gottlob | rote Konglomerate, Fangkonglomerate, Sand- und Schluffsteine, Schwarzpelite; fossilreiche, schwarzgraue Pelite und sandig bis siltig-tonige Sedimente | Perm          | Der auflässige Steinbruch „Plattenbruch am Gottlob“ befindet sich am südlichen Ortsrand von Friedrichroda, direkt an der L 1026. Hier stehen grobklastische Konglomerate aus intermediären Vulkaniten über schwarzgrauen Perliten (alteriertes vulkanisches Glas) und einer Wechsellagerung von sandigen und tonig-siltigen Sedimenten an. Diese zur unterrotliegenden Goldlauter-Formation gehörenden Sedimente wurden am Rande eines Binnensees abgelagert, an dem sich fluviatile und limnische Sedimente je nach Lage des Seespiegels verzahnten. Der Steinbruch galt als einer der wichtigsten Fossilfundorte im Thüringer Rotliegend, da die dunklen tonigen Horizonte (Schwarzpelite) reich an gut erhaltenen Pflanzenresten, Fischen und Branchiosauriern (Amphibien) waren. Hier wurden u. a. die ersten Tetrapodenfährten des Rotliegend entdeckt (durch B. v. COTTA, 1847 erstmals erwähnt). | Friedrichroda | Lage |

### Fluviatile und gravitative Abtragungs- und Ablagerungsformen
| ID      | Bild | Bezeichnung                     | Art                                         | Stratigraphie | Beschreibung | Gemeinde                    | Lage |
| ------- | ---- | ------------------------------- | ------------------------------------------- | ------------- | --- | --------------------------- | ---- |
| GTH_764 |      | Röhnberg                        | Mergel, Sand- und Tonsteine                 | Trias         | Der östlich des Wechmaer Stausees, nördlich von Mühlberg gelegene „Rhönberg“, war lange Gegenstand umfangreicher Sandsteingewinnung. Dementsprechend sind weite Abschnitte des Top- und Flankenbereiches anthropogen überprägt. An den stark überwachsenen und schwer zugänglichen Steilwänden sind hier die grobbankigen, gelbgrauen Sandsteine des Oberen Rhät (oberer Keuper) aufgeschlossen. Im Nordwestteil des „Rhönberges“ öffnet sich ein canyonartiger Bruch und zeigt die Rhätsandsteine mit eingeschalteten Silteinlagen. Neben dem „Kammerbruch Seebergen“ gilt dieser Aufschluss als regionaler Standardaufschluss. Auch steht das Gebiet seit 1996 mit vielen gefährdeten Pflanzen- und Tierarten unter Naturschutz. | Drei Gleichen               | Lage |
| GTH_763 |      | Schlossleite Mühlberg           | Sandsteine, Letten, Mergel, Gipse und Kalke | Trias         | Die „Schlossleite“ ist ein ca. 3 km langer Höhenrücken, der sich von Mühlberg nach Südosten in Richtung Holzhausen erstreckt. Die Mühlburg bildet dabei das nordwestliche Ende des Kammberges. Der herzyn (Nordwest-Südost) streichende Höhenrücken fällt mit der Südrandstörung des Wachsenburg-Grabens zusammen, der im Südostteil der „Schlossleite“ den Mittleren Muschelkalk gegen den Mittleren Keuper versetzt. Durch die tektonisch bedingten lithologischen Wechsel der ausstreichenden Einheiten kommt es zu stark wechselnden und vielfältigen obertägigen geologischen Erscheinungsformen. So sind neben den Aufschlüssen am Kammerbruch die Gipsbrüche an der Nordflanke, das Mühlberger Ried, der Keuperbruch an der Mühlburg u. a. als Einzelaufschlüsse bemerkenswert. Aufgrund zoologischer und botanischer Besonderheiten ist die „Schlossleite“ seit 1997 Naturschutzgebiet. | Drei Gleichen               | Lage |
| GTH_760 |      | Bielstein im Apfelstädter Grund | Porphyrkonglomerat                          | Perm          | Südlich von Tambach-Dietharz befindet sich nahe der L 1028 der „Bielstein im Apfelstädter Grund“. Die ca. 45 m hohe, südexponierte Steilwand schließt das grobe Untere Konglomerat der oberrotliegenden Tambach-Folge beispielhaft auf. Der Bielstein ist namensgebend für das sog. Bielsteinkonglomerat und stellt einen Standardaufschluss für diese Formation im Thüringer Wald dar. Die Konglomerate (grobe, gerundete Gesteinsklasten in feiner Matrix) bestehen fast ausschließlich aus sehr groben Geröllen der Oberhofer Rhyolithe. Im unteren Teil der Steilwand liegen die Geröllgrößen bei über 20 cm, gerundete Blöcke können Durchmesser von bis zu 2 m besitzen. Die Ablagerung erfolgte durch Schuttströme, die stellenweise ein chaotisches Gefüge aufweisen. | Tambach-Dietharz/Thür. Wald | Lage |
| GTH_758 |      | Spitterfall                     | Dolerit                                     | Perm          | Nordöstlich der Ebertswiese, in unmittelbarer Nähe zum Rennsteig, befindet sich der Spitterfall. Mit einer Fallhöhe von 19 m ist er der höchste natürliche Wasserfall der neuen Bundesländer. Auf drei treppenartigen Fallstufen durchschneidet hier die Spitter bereits unweit ihres Quellgebietes den Höhenberg-Dolerit. Der Höhenberg-Dolerit ist der mächtigste und längste Vulkanitgang des Thüringer Waldes. Er drang noch während des Unterrotliegend intrusiv in die vulkano-sedimentäre Schichtenfolge des Rotliegend ein. Der Höhenberg-Dolerit ist als Splitt im Straßenbau ein begehrter Rohstoff und wird in mehreren großen Steinbrüchen gewonnen. Der Wasserfall, bereits seit 1938 Naturdenkmal, liegt heute im Naturschutzgebiet Spittergrund. | Tambach-Dietharz/Thür. Wald | Lage |

### Lösungsbedingte Abtragungs- und Ablagerungsformen
| ID      | Bild | Bezeichnung      | Art                            | Stratigraphie | Beschreibung | Gemeinde      | Lage |
| ------- | ---- | ---------------- | ------------------------------ | ------------- | --- | ------------- | ---- |
| GTH_735 |      | Marienglashöhle  | kristalliner Gips (Marienglas) | Perm          | Westlich von Friedrichroda liegt das geschützte Schaubergwerk „Marienglashöhle“. Es handelt sich um einen zweisohligen Grubenbau, der über einen ehemaligen Erkundungsstollen (Herzog-Ernst-Stollen) aus Norden zugänglich ist. Dieser schließt die steil gestellten Sedimente vom Unteren Buntsandstein bis zum Unteren Zechstein auf und erreicht Gipslager der Werra-Folge (Zechstein), die zwischen 1778 und 1903 abgebaut wurden. Im Zuge des Gipsabbaus wurde 1784 ein Vorkommen von kristallinen, besonders reinen Gipsen (Marienglas) entdeckt. Mit dem Verbot des Marienglasabbaus wurde bereits 1848 der Schutzwürdigkeit dieser einzigartigen Kristallbildungen entsprochen.          | Friedrichroda | Lage |
| GTH_749 |      | Erdfälle Igelsee | fossilführende, plattige Kalke | Trias         | Direkt an der B7 zwischen Gotha und Trügleben auf Höhe der Freundwarte befinden sich nördlich in Richtung des Krahnberges die „Erdfälle Igelsee“. Hierbei handelt es sich um Senkungsstrukturen, die durch die Auslaugung der Salinarbestandteile (Gips, Steinsalz) des hier ab ca. 50 m u. Gel. anstehenden Mittleren Muschelkalks und dem Nachfolgenden Einbrechen der darüber lagernden Ceratitenschichten des Oberen Muschelkalks entstanden. Im Südteil des Senkungsgebietes sind zwei trockene Erdfalltrichter mit Tiefen von ca. 8 m und Durchmessern von ca. 30 m zu finden. Das Gelände ist durch militärische Nutzung und Auffüllmaßnahmen anthropogen überprägt und stark verwachsen. | Gotha         | Lage |

### Verwitterungsformen
| ID      | Bild           | Bezeichnung                            | Art                       | Stratigraphie | Beschreibung | Gemeinde                    | Lage |
| ------- | -------------- | -------------------------------------- | ------------------------- | ------------- | --- | --------------------------- | ---- |
| GTH_756 |                | Backofenlöcher im Lauchagrund          | Rhyolith                  | Perm          | Bei den „Backofenlöchern im Lauchagrund“ südlich von Tabarz handelt es sich um eine klippenartige Rhyolithgruppe, in der markante Aushöhlungen auftreten. Das Grundgestein besteht aus rotbraunem Quarzporphyr der unterrotliegenden Ilmenau-Folge. Die Hohlraumstrukturen entstanden durch selektive Verwitterung und erosive Ausräumung und sind vermutlich anthropogen überprägt. Werkzeugfunde aus prähistorischen Zeiten lassen vermuten, dass die Höhlen als Wohnplatz dienten. | Bad Tabarz                  | Lage |
| GTH_755 |                | Torstein bei Tabarz                    | Rhyolith                  | Perm          | Bei dem „Torstein bei Tabarz“ handelt es sich um einen durchhöhlten Rhyolithsporn am Gipfel des Kleinen Wagenberges. Dieser befindet sich im Lauchagrund bei Tabarz und ist über die Zufahrtsstraße zur Massemühle erreichbar, von der eine befestigte Straße nach Süden in den Lauchagrund führt. Das Grundgestein besteht aus rotbraunen Rhyolithen der unterrotliegenden Ilmenau-Formation und ist durch Durchhöhlungen charakterisiert. Diese sind auf gewölbte Trennflächengefüge zurückzuführen, die vermutlich anthropogen erweitert wurden. Das Objekt soll Teil einer prähistorischen Burganlage sein. Einen vergleichbaren Geotop stellen die „Backofenlöcher im Lauchagrund“ dar. | Bad Tabarz                  | Lage |
| GTH_745 |                | Weißlebersteinfelsen                   | felsitischer Quarzporphyr | Perm          | Das einzigartige Erosionsrelikt „Weißlebersteinfelsen“ befindet sich nahe Schaunenburg (die Stammburg der Ludowinger) südwestlich von Friedrichroda. Er stellt einen Teil der großräumig im Gebiet Friedrichroda/Winterstein verbreiteten, Ost-West streichenenden Gänge des Unterrotliegend dar und ist namensgebend für den sog. Weißlebersteinporphyr. Er bildet am Standort eine verwitterungsresistente rhyolithische Gangrippe, die praktisch senkrecht aus den umgebenen Konglomeraten der Goldlauter-Formation hervorragt. | Friedrichroda               | Lage |
| GTH_732 |                | Hirtenstein bei Altenbergen            | polymiktes Konglomerat    | Perm          | Der Hirtenstein ist ein 10 m hoher plateauartiger Vorsprung im südlichen Teil des Hainfelsmassivs östlich der Einmündung des Rosenbaches in den Leinagrund. Der geologische Aufschluss erstreckt sich über 1 km entlang des Leinagrundes. Dieser plateauartige Vorsprung besteht aus lithologisch stark wechselnden polymikten Konglomeraten der oberrotliegenden Tambach-Formation. Diese ist an der nördlich gelegenen Steilwand des Hainfelsen besser zu erkennen. | Georgenthal                 | Lage |
| GTH_759 | weitere Bilder | Falkenstein im Schmalwassergrund       | Rhyolith                  | Perm          | Der ca. 100 m hohe „Falkenstein im Schmalwassergrund“ ist ein freistehender, rhyolithischer Monolith, der südlich der Schmalwassertalsperre bei Tambach-Dietharz liegt. Das Grundgestein besteht aus rotbraunem Rhyolith der unterrotliegenden Oberhof-Folge mit fluidalen und plattigen Absonderungsformen. Aufgrund der enormen Aufschlusshöhe gilt der Falkenstein als Standardaufschluss für saure Vulkanite in dieser Region. Weiterhin gilt dieser Standort als bedeutendes und häufig frequentiertes Kletterobjekt der neuen Bundesländer. | Ohrdruf                     | Lage |
| GTH_761 |                | Felsentor im Oberrotliegendkonglomerat | Konglomerat               | Perm          | Das „Felsentor im Oberrotliegendkonglomerat“ (auch Steinernes Tor genannt) befindet sich südlich von Tambach-Dietharz am rechten Talhang des Mittelwassergrundes ca. 300 m nordöstlich des Mittelwasserteiches. Es handelt sich um eine Nordost-Südwest verlaufende Konglomeratrippe aus Unterem Konglomerat der oberrotliegenden Tambach-Folge. Das Grundgestein besteht aus Geröllen der Oberhofer Rhyolithe (analog zum Bielstein). Innerhalb der Rippe bildete sich infolge von Erosion eine torartige Höhlung, durch die ein Wanderweg führt. | Tambach-Dietharz/Thür. Wald | Lage |
| GTH_757 |                | Ölbergsklippen im Schmalwassergrund    | Rhyolith                  | Perm          | Der südlich von Tambach-Dietharz gelegene Ölberg weist an seinem Osthang zum Bärengraben eine gestaffelte Klippenreihe auf, die als „Ölbergsklippen im Schmalwassergrund“ bezeichnet werden. Die langgestreckte Klippenreihe besteht aus mehreren rotbraunen Rhyoltihkörpern der unterrotliegenden Oberhof-Formation. Durch tektonische Überprägung und die steil stehenden Trennflächengefüge (Klüfte) wird die erosiv entstandene Klippenausbildung noch unterstützt. | Tambach-Dietharz/Thür. Wald | Lage |
| GTH_752 |                | Steinernes Amt                         | Rhyolith                  | Perm          | Die gut erreichbare und weithin sichtbare Klippe auf einer Bergkuppe am Nordhang des Großen Inselsberges bietet nicht nur eine hervorragende Fernsicht bis ins Thüringer Becken, das „Steinerne Amt“ ist auch eine bemerkenswerte Verwitterungsform des Inselsberg-Rhyoliths. Der Inselsberg-Rhyolith ist ein vulkanisches Gestein aus dem Unterrotliegend, das chemisch ähnlich wie Granit zusammengesetzt ist aber oberflächennah abkühlte und erstarrte. Im Gestein sind in einer feinkörnigen Grundmasse Einsprenglinge von Quarz- und Feldspatkristallen zu erkennen. | Waltershausen               | Lage |

### Denkstein
| ID      | Bild           | Bezeichnung               | Art      | Stratigraphie | Beschreibung | Gemeinde | Lage |
| ------- | -------------- | ------------------------- | -------- | ------------- | --- | -------- | ---- |
| GTH_748 | weitere Bilder | Eiszeit-Gedenkstein Gotha | entfällt |               | Der Eiszeit-Gedenkstein am Museum für Natur in Gotha ist ein Denkmal und weist auf die Südgrenze der pleistozänen Inlandvereisung während der Elsterkaltzeit hin. Solche sog. Findlinge wurden während der Kaltzeit durch einen Gletscher aus Skandinavien bis in diese Region transportiert. Bei dem Eiszeit-Gedenkstein handelt es sich definitionsgemäß nicht um einen Geotopstandort. | Gotha    | Lage |